# ABC Champions Cup 1999
La ABC Champions Cup 1999, è stata la decima edizione della massima competizione continentale per club di basket dell'Asia organizzata dalla FIBA Asia, la FIBA Asia Champions Cup, allora conosciuta con il nome di ABC Champions Cup. Il torneo, a cui hanno preso parte 8 squadre provenienti da altrettante nazioni, si è svolto in Libano dal 22 al 29 Maggio 1999, presso il Ghazir Club Court di Beirut dove si sono giocate tutte le partite.

## Squadre qualificate
|  | Squadra nazione ospitante |

| Squadre partecipanti al torneo | Squadre partecipanti al torneo | Squadre partecipanti al torneo | Squadre partecipanti al torneo | Squadre partecipanti al torneo |
| Asia Occidentale (2)           | Golfo Persico (1)              | Asia Centrale (1)              | Sud-Est asiatico (2)           | Asia Orientale (2)             |
| ------------------------------ | ------------------------------ | ------------------------------ | ------------------------------ | ------------------------------ |
| Sagesse Beirut                 | Al-Ittihad Gedda               | Almaty Legion                  | Pasig Blue Pirates             | Liaoning Hunters               |
| Orthodox                       |                                |                                | Petronas                       | JBL Selection                  |

## Fase a gironi
Tutte le partite sono state giocate secondo l'orario locale (UTC+2)
|  | Qualificata alle Final 4 |
|  | Piazzamento 5º-8º posto  |

### Gruppo A
| Squadra            | Par. | V | S | PF  | PS  | DP  | Pun. |
| ------------------ | ---- | - | - | --- | --- | --- | ---- |
| Liaoning Hunters   | 3    | 3 | 0 | 270 | 215 | +55 | 6    |
| Al-Ittihad Gedda   | 3    | 2 | 1 | 231 | 201 | +30 | 5    |
| Almaty Legion      | 3    | 1 | 2 | 220 | 241 | −21 | 4    |
| Pasig Blue Pirates | 3    | 0 | 3 | 187 | 251 | −64 | 3    |

### Gruppo B
| Squadra        | Par. | V | S | PF  | PS  | DP  | Pun. | Tie-break |
| -------------- | ---- | - | - | --- | --- | --- | ---- | --------- |
| Sagesse Beirut | 3    | 2 | 1 | 229 | 192 | +37 | 5    | 1–0       |
| Petronas       | 3    | 2 | 1 | 197 | 210 | −13 | 5    | 0–1       |
| JBL Selection  | 3    | 1 | 2 | 195 | 211 | −16 | 4    | 1–0       |
| Orthodox       | 3    | 1 | 2 | 181 | 189 | −8  | 4    | 0–1       |

## Fase Finale

### Final Four
|  | Semifinali 28 Maggio | Semifinali 28 Maggio | Semifinali 28 Maggio |                |                  | Finale 29 Maggio          | Finale 29 Maggio          | Finale 29 Maggio          |  |
|  |                      |                      |                      |                |                  |                           |                           |                           |  |
|  | Liaoning Hunters     | Liaoning Hunters     | 60                   |                |                  |                           |                           |                           |  |
|  | Liaoning Hunters     | Liaoning Hunters     | 60                   |                |                  |                           |                           |                           |  |
|  | Petronas             | Petronas             | 59                   |                |                  |                           |                           |                           |  |
|  | Petronas             | Petronas             | 59                   |                | Liaoning Hunters | Liaoning Hunters          | 71                        |                           |  |
|  |                      |                      |                      |                | Liaoning Hunters | Liaoning Hunters          | 71                        |                           |  |
|  |                      |                      | Sagesse Beirut       | Sagesse Beirut | 84               |                           |                           |                           |  |
|  | Sagesse Beirut       | Sagesse Beirut       | Sagesse Beirut       | Sagesse Beirut | 84               | 64                        |                           |                           |  |
|  | Sagesse Beirut       | Sagesse Beirut       |                      |                |                  | 64                        |                           |                           |  |
|  | Al-Ittihad Gedda     | Al-Ittihad Gedda     | 55                   |                |                  | Finale 3º posto 29 Maggio | Finale 3º posto 29 Maggio | Finale 3º posto 29 Maggio |  |
|  | Al-Ittihad Gedda     | Al-Ittihad Gedda     | 55                   |                |                  |                           |                           |                           |  |
|  |                      |                      |                      |                |                  |                           |                           |                           |  |
|  |                      |                      |                      |                |                  | Petronas                  | Petronas                  | 58                        |  |
|  |                      |                      |                      |                |                  | Petronas                  | Petronas                  | 58                        |  |
|  |                      |                      |                      |                |                  | Al-Ittihad Gedda          | Al-Ittihad Gedda          | 55                        |  |

### Piazzamento 5º-8º posto
|  | Semifinali 28 Maggio | Semifinali 28 Maggio | Semifinali 28 Maggio |               |          | Finale 5º posto 29 Maggio | Finale 5º posto 29 Maggio | Finale 5º posto 29 Maggio |  |
|  |                      |                      |                      |               |          |                           |                           |                           |  |
|  | Almaty Legion        | Almaty Legion        | 63                   |               |          |                           |                           |                           |  |
|  | Almaty Legion        | Almaty Legion        | 63                   |               |          |                           |                           |                           |  |
|  | Orthodox             | Orthodox             | 91                   |               |          |                           |                           |                           |  |
|  | Orthodox             | Orthodox             | 91                   |               | Orthodox | Orthodox                  | 47                        |                           |  |
|  |                      |                      |                      |               | Orthodox | Orthodox                  | 47                        |                           |  |
|  |                      |                      | JBL Selection        | JBL Selection | 51       |                           |                           |                           |  |
|  | JBL Selection        | JBL Selection        | JBL Selection        | JBL Selection | 51       | 60                        |                           |                           |  |
|  | JBL Selection        | JBL Selection        |                      |               |          | 60                        |                           |                           |  |
|  | Pasig Blue Pirates   | Pasig Blue Pirates   | 52                   |               |          | Finale 7º posto 29 Maggio | Finale 7º posto 29 Maggio | Finale 7º posto 29 Maggio |  |
|  | Pasig Blue Pirates   | Pasig Blue Pirates   | 52                   |               |          |                           |                           |                           |  |
|  |                      |                      |                      |               |          |                           |                           |                           |  |
|  |                      |                      |                      |               |          | Almaty Legion             | Almaty Legion             | 68                        |  |
|  |                      |                      |                      |               |          | Almaty Legion             | Almaty Legion             | 68                        |  |
|  |                      |                      |                      |               |          | Pasig Blue Pirates        | Pasig Blue Pirates        | 67                        |  |

### Finale
| Beirut 29 maggio 1999, ore 20:45 UTC+2 Finale                                                                   | Liaoning Hunters | 71 – 84 (41-42, 30-42) referto | Sagesse Beirut | Ghazir Club Court (5.000 spett.) |
| \| \| \| \| \| Woodard 24 \| Punti \| 18 el-Khatib \| \| \| Assist \| 8 Acha \| \| \| Rimbalzi \| 14 N'Diaye \| |                  |                                |                |                                  |
| |                  |                                |                |                                  |
| Woodard 24 | Punti            | 18 el-Khatib                   |                |                                  |
| | Assist           | 8 Acha                         |                |                                  |
| | Rimbalzi         | 14 N'Diaye                     |                |                                  |

| ABC Champions Cup 1999   |
| ------------------------ |
| Sagesse Beirut 1º Titolo |

## Classifica finale
| Posizione | Squadra            | Record |
| --------- | ------------------ | ------ |
|           | Sagesse Beirut     | 4–1    |
|           | Liaoning Hunters   | 4–1    |
|           | Petronas           | 3–2    |
| 4°        | Al-Ittihad Gedda   | 2–3    |
| 5°        | JBL Selection      | 3–2    |
| 6°        | Orthodox           | 2–3    |
| 7°        | Almaty Legion      | 2–3    |
| 8°        | Pasig Blue Pirates | 0–5    |

## Premi

### Riconoscimenti individuali
| Riconoscimento                            | Giocatore                    | Squadra                 | Note  |
| ----------------------------------------- | ---------------------------- | ----------------------- | ----- |
| ABC Champions Cup MVP                     | Assane N'Diaye               | Sagesse Beirut          | [ 1 ] |
| ABC Champions Cup Best Sixth Man          | Vicken Eskedjian             | Sagesse Beirut          | [ 1 ] |
| ABC Champions Cup Best Scorer             | Jason Woodard                | Liaoning Hunters        | [ 1 ] |
| ABC Champions Cup Top Three Point Shooter | Elie Mechantaf               | Sagesse Beirut          | [ 1 ] |
| ABC Champions Cup Best Sportsmanship      | Elie Mechantaf               | Sagesse Beirut          | [ 1 ] |
| ABC Champions Cup Most Valuable Coach     | Ghassan Sarkis Felton Sealey | Sagesse Beirut Petronas | [ 1 ] |